# Westelijke Congolese moerasbossen
De Westelijke Congolese moerasbossen zijn een ecoregio in het Kongobekken en een van de vijf ecoregio's binnen de Congolese regenwouden. Het gebied beslaat  Congo-Brazzaville en Congo-Kinshasa. Samen met de aanliggende Oostelijke Congolese moerasbossen vormt de ecoregio het grootste aaneengesloten moerasbos ter wereld. Het regenwoud heeft een hoog bladerdak, een dichte ondergroei en modderige bodem. Het wordt weinig verstoord door menselijke activiteiten en is daardoor grotendeels ongerept. Het woud heeft de reputatie vrijwel ondoordringbaar te zijn.

## Flora en fauna
De ecoregio bestaat uit periodiek en permanent ondergelopen moerasbossen en grasland. In de permanent ondergelopen bossen staan vooral veel Raphia-palmbomen. In de periodiek ondergelopen bossen staan onder andere bomen van de geslachten Garcinia en Manilkara.
In de ecoregio leven onder andere de bedreigde westelijke laaglandgorilla (Gorilla gorilla gorilla) en bosolifant (Loxodonta cyclotis).